# Dicranota (Ludicia) asignata
Dicranota (Ludicia) asignata is een tweevleugelige uit de familie Pediciidae. De soort komt voor in het Oriëntaals gebied.